# Петров, Иван Семёнович (художник)
Ива́н Семёнович Петро́в (7 октября 1924, Мироновка, Екатеринославская губерния — 3 июля 1990, Симферополь) — заслуженный художник Украинской ССР (1983), мастер батального жанра, автор более половины диорам созданных в музеях Украины в XX веке, а также других произведений в различных жанрах живописи, станковой и книжной графики.

## Биография
Иван Петров родился 7 октября 1924 года в селе Мироновка.
С 1932 отроческие годы Ивана Петрова прошли в городе Изюм Харьковской области, на родине прославленного украинского пейзажиста Сергея Ивановича Васильковского, друга и соученика по Академии художеств Н. Самокиша. Творчество обоих живописцев существенным образом повлияло на выбор жизненного пути юноши, и во многом на формирование художественного мышления будущего баталиста.
В 1939 году И.Петров поступил в Харьковское художественное училище. Однако Великая Отечественная война 1941—1945 внесла свои коррективы его биографию. В октябре 1941 вместе со всеми студентами училища был направлен на подступы к городу Харьков для выполнения оборонительных линий. В ноябре 1941 мобилизован как допризывник и эвакуирован в город Сталинград. Окончил 4х месячные курсы производственного обучения по профессии токарь в школе Фабрично-Заводского обучения № 20 города Сталинграда.
С 25 июня 1942 по август 1942 работал токарем на Сталинградском заводе «Красный октябрь». В августе — сентябре 1942 — автоматчик Сталинградского истребительного рабочего батальона. С октября 1942 по март 1943 — наводчик орудия средних танков 31 танкового полка. Тяжело контужен. До поступления в эвакогоспиталь считался погибшим (извещение Изюмского Райвоенкомата Харьковской области согласно приказу ГУК-НКО № 0127-43).
С февраля 1943 по декабрь 1945 на излечении и работе в эвакогоспитале № 1848. Обладая редкой 4 группой крови был оставлен донором эвакогоспиталя, работал в нём санитаром, был отмечен как «Отличник санитарной службы» приказом № 2410 эвакогоспиталя № 1848 и в составе в/ч 72510 дошёл до Берлина, 30.08.1945 был награждён медалью «За победу над Германией», Приказом № 342 По гарнизонному госпиталю города Берлина отмечен благодарностью за самоотверженную работу по врачебно медицинскому обслуживанию больных и раненых.
В январе 1946 года на основании Указа Президиума Верховного Совета СССР демобилизован и направлен в город Тула.
В сентябре 1946 продолжил обучение на 4 курсе Харьковского художественного училища. В 1948 году, по окончании Харьковского училища, поступил в Киевский государственный художественный институт(ныне Национальная Академия изобразительных искусств и архитектуры), который окончил в июле 1954 года, в мастерскую историко-батальной живописи профессора К. Д. Трохименко, ученика Н. С. Самокиша. В 1954, как один из лучших выпускников, был направлен Министерством культуры Украинской ССР преподавать в Крымское художественное училище им. Н. С. Самокиша, в котором преподавал 14 лет, с 1954 по 1968 годы. С 1961 года член Союза художников СССР.
И. С. Петров скончался 3 июля 1990 года в Симферополе.

### Семья
- Отец — Петров Семён Иванович,
- мать — Петрова Лукия Михайловна,
- супруга — Петрова Нина Петровна (1926—1995), скульптор,
- дочери:
  - Ольга, супруг: Кухар, Роман Романович
  - Анна, художник-монументалист.

## Творчество
Иван Семёнович Петров работал в историко-батальном жанре в живописи, станковой и книжной графике (его работами оформлено около 30 книг). На всё его творчество повлияла Великая Отечественная война, непосредственным участником которой Ивану Петрову довелось стать в юные годы. Художник создал более десятка масштабных батальных диорам и множество исторических полотен, которые находятся в музеях Украины. В произведениях Петрова, относящихся к историческому и батальному жанру, нашли своё выражение военные подвиги многих прославленных военных и политических деятелей — князя Владимира, графа Христофора Антоновича Миниха, Александра Васильевича Суворова, Михаила Васильевича Фрунзе. Иван Петров Участвовал в многочисленных отечественных и зарубежных выставках, вёл большую военно-шефскую и просветительскую работу, направленную на формирование интереса к истории государства, осознания влияния личности на ход истории.
Автор и соавтор диорам: «Штурм Перекопа в 1920 году» (1958); «Осада Корсуня войсками киевского Князя Владимира в 988 году» для Музея Национального заповедника «Херсонес Таврический» (1959); «Бой партизан в Бешуйской долине в 1944 году» для Дома культуры Бахчисарая (1967); «Десантная операция по взятию Новороссийска» для Музея Черноморского флота в Севастополе (1969); «Штурм Перекопского вала в 1920 году» для Крымского краеведческого музея; «Разгром Врангеля под Ишунью, 1920 год»; «Бой на Каховском плацдарме 7 августа 1920 года» для Музея истории города Каховка (1971); «Первый партизанский бой в Крыму 3 ноября 1941 года под Кокасаном» для Музея Ичкинского партизанского отряда в селе Заветное в Крыму (1978); «Ночная операция крымских партизан в селе Ароматное (Розенталь)» для музея общеобразовательной школы села Ароматное Белогорского района Крыма (1981); «Подвиг девяти героев 12 апреля 1944 года»; «Бой за Старый Крым в 1944 году»; «Бой на Кинбурнской косе 1 (12) октября 1787 года под командованием генерал-аншефа А. Суворова» для Херсонского областного краеведческого музея (1989). Автор не осуществленного диорамного проекта «Инкерманские катакомбы. Оборона Севастополя».
В 1983 год был удостоен у звания Заслуженного художника Украинской ССР. Работы художника и теперь экспонируются на выставках на Украине и за её пределами, занимают достойное место в собраниях музеев.

### Музеи, хранящие произведения И. С. Петрова
- Музей "Национальный заповедник "Херсонес Таврический "";
- Музей истории города Каховка;
- Крымский краеведческий музей (Центральный музей Тавриды);
- Херсонский областной краеведческий музей;
- Государственный историко-культурный заповедник в г. Бахчисарай;
- Шевченковский национальный заповедник. г. Канев
- Симферопольский художественный музей
- Исторический Красноперекопский музей.
- Военно-исторический музей Черноморского флота Российской Федерации г. Севастополь
- Национальный Музей Героической обороны Севастополя
- Музейный Фонд «Дракон» Государства Тайвань, коллекция Русское искусство.

### Известные произведения И. С. Петрова из собраний музеев и других коллекций
- «Богдан Хмельницкий и польские послы»
- «Будинок Шевченко в сели Прохорівка» Шевченковский национальный заповедник. г. Канев
- «Взятие Бахчисарая войсками графа Миниха в 1735 году» год создания 1964 Государственный историко-культурный заповедник в г. Бахчисарай
- «Воспоминания»(М. И. Калинин на Мекензиевых высотах) Госфонд СССР
- «Сиваш. Коса Ад» создана в 1974 году,
- «Поединок»
- «Партизанский лес»
- «Сиваш 1920» (серия батально-исторических произведений живописи) Госфонд СССР
- «На Южном фронте» Госфонд СССР
- «У Чонгарского моста»

### Диорамы
- 1958 — Диорама «Штурм Перекопа в 1920 году», размер 212×760×170 Исторический Красноперекопский музей.
- 1959 — Диорама «Осада Корсуня войсками киевского Князя Владимира в 988 году», размер 200×530×130. Музей Национальный заповедник «Херсонес Таврический» Севастополь.
- 1964 — Диорама «Бешуйский бой 8 февраля 1944 года» Бахчисарай, Музей партизанской славы, Бахчисарай.
- 1969 — Диорама «Десантная операция по взятию Новороссийска», Музей Краснознаменного Черноморского Флота г. Севастополь
- Диорама «Штурм Перекопского вала в 1920 году». Крымский краеведческий музей. Симферополь.
- Диорама «Разгром Врангеля под Ишунью 1920»
- Диорама «Штурм Турецкого вала (Перекоп) 8 ноября 1920 года» размер 380×470×165,6. Музей боевой славы 126 Горловской дважды Краснознаменной ордена Суворова 2-й степени стрелковой дивизии. Симферополь.
- 1970—1971 Диорама «Бой за Каховский плацдарм в 1920 году» Музей истории города Каховка
- 1979 — Диорама «Первый бой партизан под Кокосаном»
- 1980 — Диорама «3-я линия обороны Севастополя» предметный план Сапрыкин Н. В.
- 1981 — Диорама «Ночная операция крымских партизан в с. Ароматное (Розенталь)» в соавторстве с Л. Лабенком.
- 1977 — Диорама «Подвиг девяти Героев 12 апреля 1944 года.» размер 300×800 в соавторстве с Л. Лабенком, предметный план Сапрыкин Н. В., В. С. Вознесенский. Геройское, Симферопольский
- 1978 — Диорама «Первый бой Ичкинского партизанского отряда 3 ноября 1941 года» 300×1200 Заветное, Белогорский р-н.
- 1980 — Диорама «Третья линия обороны Севастополя» размер 300×1200 Угловое. Бахчисарайский р-н.
- Диорама «Бой за Старый Крым в 1944 году»
- 1989 — Диорама «Бой на Кинбурнской косе 1 (12) октября 1787 года, под командованием генерал-аншефа А. Суворова», Херсонский областной краеведческий музей.Херсон

### Выставки
- 1957 — Всесоюзная Юбилейная выставка, посвящённая 40-летию Советской власти.
- 1960 — Художественная выставка «Советская Украина».
- 1960 — Крымская областная художественная выставка, посвящённая декаде украинской литературы и искусства в Москве.
- 1961 — Крымская областная художественная выставка, посвящённая XXII съезду КПСС.
- 1963 — Областная художественная выставка, посвящённая 45-летию Октябрьской социалистической революции.
- 1963 — Республиканская художественная выставка 1963 года.
- 1964 — Выставка произведений крымских художников.
- 1968 — Выставка, посвящённая 50-летию ВЛКСМ.
- 1969 — Крымская областная юбилейная художественная выставка.
- 1969 — Каталог двух звеньев передвижной юбилейной выставки, «50 лет ВЛКСМ».
- 1969 — Выставки акварели и рисунка художников Крыма.
- 1970 — Крымская областная художественная выставка, посвящённая 100-летию со дня рождения В. И. Ленина.
- 1970 — Экслибрисы Крыма, XIII конгресс экслибристов; Будапешт
- 1970 — Выставка «Искусство Экслибриса»; Симферополь.
- 1970 — Выставка, посвящённая 25-летию Победы над фашистской Германией.
- 1970 — Художники Крыма — в Советский фонд мира.
- 1971 — Персональная выставка «Гравюра ∙ Акварель ∙ Рисунок».
- 1972 — Персональная передвижная выставка.
- 1973 — Областная весенняя выставка работ крымских художников.
- 1973 — Музей истории боевой и трудовой славы железнодорожников Литвы. EXLibris Крым. Выставка — «Экслибрисы художников Крыма». (из коллекции В. М. Манжуло).
- 1974 — Персональная выставка живописи.
- 1974 — Выставка произведений крымских художников, посвящённая 30-летию освобождения Крыма от немецко-фашистских захватчиков.
- 1974, 26 марта — Выставка, посвящённая 181-му заседанию московского клуба EXL.
- 1974 — Выставка произведений крымских художников; Кечкемет (ВНР).
- 1975 — Экслибрисы художников Крыма; Канск.
- 1975 — Областная художественная выставка, посвящённая 30-летию Победы в Великой Отечественной войне.
- 1976 — Областная художественная выставка, посвящённая XXV съезду КПСС.
- 1976 — Областная весенняя выставка работ художников Крыма.
- 1978 — Выставка произведений крымских художников «Всегда начеку», посвящённая 100-летию со дня рождения Ф. Э. Дзержинского.
- 1979 — Республиканская художественная выставка, посвящённая 100-летию со дня рождения Ф. Э. Дзержинского.
- 1980 — 60 лет ВЛКСМ, республиканская художественная выставка.
- 1980 — Республиканская художественная выставка посвященная 60-летию пограничных войск СССР.
- 1981 — Республиканская художественная выставка, посвящённая 35-летию Победы над фашизмом.
- 1981 — Выставка Экслибриса, посвящённая 60-летию образования СССР.
- 1982 — Областная художественная выставка «35 лет Великой Победы».
- 1982 — Выставка экслибриса. Художественный музей имени И. И. Бродского.Бердянск
- 1986 — «Крымская графика» выставка произведений крымских художников.
- 1988 — Республиканская выставка украинского экслибриса.
- 1987 — Выставка экслибриса крымских художников-графиков из собрания Норберта Липочцы. Краков, Польша
- 1989 — Выставка «Писатели и герои литературных произведений в экслибрисе» Дом литераторов.Киев
  - 1996 — Выставка: Иван Петров — живопись. Галерея Ассоциации заповедников и музеев Крыма; Симферополь
  - 1998 — Выставка «Kleine Bilder — ganz groβ». Германия
  - 2008 — Выставка: Иван Петров — живопись и графика 50х-60х годов. Симферопольский художественный музей.
  - 2009 — Выставка: Крым начинается с Симферополя. Симферопольский художественный музей.
  - 2009 — Выставка: "Ars longa vita brevis " реставрированные произведения из крымских коллекций. Симферопольский художественный музей.
  - 2010 — Выставка: посвящённая 65-летию Великой Победы «Мы помним». Симферопольский художественный музей.
  - 2012 — «Галерея Уйпешта» Будапешт, Венгрия.

## Награды и звания
- Орден Отечественной Войны II степени (11 марта 1985)
- Медаль «Ветеран труда» (19 января 1988)
- Медаль «Двадцать лет победы в Великой Отечественной войне 1941—1945 гг.» (7 мая 1965)
- Юбилейная медаль «Тридцать лет Победы в Великой Отечественной войне 1941—1945 гг.» (25 апреля 1975)
- Юбилейная медаль «Сорок лет победы в Великой Отечественной войне 1941—1945 гг.» (12 апреля 1985)
- Заслуженный художник УССР (11 августа 1983)
- Знак «Отличник культурного шефства над Вооружёнными Силами СССР» (Президиум ЦК Профсоюза работников культуры; 13 февраля 1974)